# Falcon 9 v1.0
Il Falcon 9 v1.0 è stato la prima versione del vettore Falcon 9, progettato e assemblato negli stabilimenti SpaceX a Hawthorne, California. Lo sviluppo del lanciatore pesante iniziò nel 2005 e volò per la prima volta nel giugno del 2010. Il Falcon 9 v 1.0 lanciò in seguito quattro capsule Dragon: una per un volo test, poi una per dimostrare le capacità della capsula mentre le ultime due svolsero voli operativi verso la stazione spaziale internazionale sotto un contratto Commercial Resupply Services stipulato con la NASA.
Il lanciatore era dotato di motori Merlin prodotti dalla stessa SpaceX, i quali erano alimentati con ossigeno liquido (LOX) e kerosene ultraraffinato (RP-1). Aveva una capacità di 10 450 kg (23 040 lb) verso l'orbita terrestre bassa (LEO) e di 4 540 kg (10 000 lb) verso l'orbita di trasferimento geostazionaria (GTO), nonostante tutti lanci furono verso la LEO.
Il vettore è stato ritirato nel 2013 ed è stato sostituito dal più potente Falcon 9 v1.1, che volò per la prima volta nel settembre 2013. Dei suoi cinque lanci, tutti portarono il payload principale in orbita con successo, nonostante un'anomalia portò alla perdita di un payload secondario.

## Design

### Primo stadio
Il primo stadio del Falcon 9 v1.0 è stato usato nei primi cinque lanci del Falcon 9, ed era dotato di nove motori Merlin disposti in una griglia 3x3. Ognuno di questi motori aveva una spinta al lancio pari a 556 kN, per una spinta totale di circa 5 000 kN.
Il serbatoi sello stadio erano costruiti da una lega alluminio litio ed erano assemblati con la tecnica FSW, la tecnica di saldatura più affidabile e resistente che esista.
Per innescare la combustione nei motori era usato un mix piroforico a base di Trietilalluminio e Trietilborano (TEA-TEB).

### Secondo stadio
Lo stadio superiore era dotato di un singolo motore Merlin ottimizzato per il vuoto, con un rapporto di espansione di 117:1 e un tempo di accensione di 345 secondi. Per rendere più affidabile la capacità di riaccensione, il motore è stato dotato di sue sistemi ridondanti di starter piroforici (TEA-TEB).
Il serbatoio del secondo stadio è praticamente una versione accorciata del primo, e fa uso delle stesse procedure, materiali e metodi produttivi in modo da rendere più veloce ed economica l'assemblaggio del razzo.
Sul secondo stadio sono stati montati inoltre quattro propulsori Draco per il controllo dell'assetto. Questi motori vengono utilizzati per mantenere un assetto stabile durante le operazioni di separazione del carico utile.

### Controllo
SpaceX utilizzò computer di volo multipli e tolleranti ai guasti. Ogni motore Merlin era controllato da tre computer che prendevano decisioni a seguito di una votazione, ognuno dei quali era composto da due processori fisici che si controllano a vicenda. Il software di controllo lavora in ambiente Linux ed è scritto in C++.

## Cronologia lanci
Il Falcon 9 v1.0 è stato lanciato cinque volte, tutte trasportando con successo una capsula Dragon nell'orbita terrestre bassa, delle quali tre raggiunsero e si agganciarono con la ISS. Una di queste missioni rilasciò un payload secondario in un'orbita più bassa di quella prevista per un problema col motore del secondo stadio e per le norme di sicurezza imposte dalla missione primari verso la stazione.